# يوهان صموئيل باير
يوهان صموئيل باير (بالألمانية: Johann Samuel Beyer)‏ هو ملحن ألماني، ولد في 1669 في غوتا في ألمانيا، وتوفي في 9 مايو 1744 في كارلوفي فاري في التشيك.

## وصلات خارجية
- يوهان صموئيل باير على موقع ميوزك برينز (الإنجليزية)